# Wolfram Trudo Knoefel
Wolfram Trudo Knoefel (* 1962 in Tübingen) ist ein deutscher Chirurg. Seit 2003 ist er Lehrstuhlinhaber für Allgemeine und Viszeralchirurgie an der Heinrich-Heine-Universität Düsseldorf und Direktor der Chirurgischen Klinik A (Allgemein-, Viszeral-, Thorax- und Kinderchirurgie) des Universitätsklinikums Düsseldorf.

## Werdegang
Knoefel studierte Medizin an der Universität Hamburg, an der Université de Lausanne, der Harvard Medical School/Boston und der Mount Sinai School of Medicine in New York City. Nach der Approbation war Knoefel an der Chirurgischen Klinik der Ludwig-Maximilians-Universität München (LMU), am Massachusetts General Hospital, an der Harvard Medical School und an der Chirurgischen Klinik des Universitätsklinikum Eppendorf in Hamburg tätig. 1993 machte er seinen Facharzt für Chirurgie. 1996 habilitierte er sich zum Thema „Mikrozirkulationsstörungen bei akuter Entzündung der Bauchspeicheldrüse“. 2003 wurde Knoefel auf den Lehrstuhl für Allgemeine und Viszeralchirurgie der Heinrich-Heine-Universität Düsseldorf berufen. Seit 2019 ist Knoefel Mitglied der Nordrhein-Westfälischen Akademie der Wissenschaften und der Künste.

## Spezialgebiete und Behandlungsschwerpunkte
Knoefel ist Spezialist für onkologische Chirurgie des Bauchraums, des Brustkorbs und der endokrinen Organe. Zu seinen Behandlungsschwerpunkten zählen vor allem die chirurgische Therapie bösartiger Tumoren von Leber, Gallenwege und Pankreas, Schilddrüse, Lunge und dem Enddarm.

## Wissenschaftliche Leistungen
Knoefel und sein Team forschen u. a. zu folgenden Schwerpunkten: Tumorzelldisseminierung und Metastasierung, minimale residuale Systemerkrankung bei malignen Tumoren des Thorax und des Abdomen, Leberregeneration, Stammzellforschung, Präkonditionierung, Ischämie und Reperfusion der Leber, Signalwege der Inflammation und Apoptose bei Tumoren, „Targeted Therapy“ bei neuroendokrinen Tumoren, Hepatozelluläres Karzinom – Molekulare Pathogenese, Klassifikation und Therapie, Weichteilsarkome – Molekulare Pathogenese, Klassifikation und Therapie.

## Ämter und Mitgliedschaften
Knoefel ist Mitglied zahlreicher nationaler und internationaler Fachgesellschaften – darunter die Society for Surgery of the Alimentary Tract, das American College of Surgeons, die Transplantation Society, die American Gastroenterological Association, die Society of Pelvic Surgeons, die Association Française de Chirurgie, die American Pancreatic Association, die Deutsche Gesellschaft für Thoraxchirurgie, die Deutsche Gesellschaft für Allgemein- und Viszeralchirurgie und die Deutsche Gesellschaft für Chirurgie.

## Publikationen
Knoefel hat über 300 wissenschaftliche Originalarbeiten in internationalen Journalen veröffentlicht.